# Livro holandês
No jogo de apostas, um Livro holandês  ou bloqueio/block é um conjunto de probabilidades e apostas, estabelecido pela casa de apostas, que garante que a casa de apostas lucrará   —às custas dos jogadores —  independentemente do resultado do evento em que os jogadores apostam. Tal argumento é associado à probabilidades implícitas e à não coerência das probabilidades.
Em economia, o termo geralmente se refere a uma sequência de negociações que deixaria uma parte em situação estritamente pior e a outra em situação estritamente melhor. Os pressupostos típicos da teoria da escolha do consumidor excluem a possibilidade de qualquer pessoa cair no truque do Livro.
Na filosofia é usado para explorar graus de certeza de crenças. 
Não há acordo sobre a etimologia do termo. 

## Jogatina
O ponto principal do argumento do livro holandês consiste em mostrar que as pessoas "racionais" devem ter probabilidades subjectivas para acontecimentos aleatórios, e que estas probabilidades devem satisfazer os axiomas padrão da probabilidade. Objetivistas acreditam nas definições de probabilidade da teoria frequentista, que se referem à frequência relativa de um evento à medida que realizamos um número infinito de testes. Isto cria um problema na definição de probabilidades para eventos aleatórios como corridas de cavalos – não podemos repetir o evento em circunstâncias idênticas para aprender as probabilidades, o que corresponderia à proporção de vitórias no longo prazo.
Os subjetivistas argumentam que as probabilidades podem ser definidas por meio de crenças, e alteradas conforme adquirimos informações novas sobre o objeto de análise. Os objetivistas argumentam que as crenças são muito vagas e qualitativas para serem usadas como probabilidades. O argumento do livro holandês (ver também: bomba de dinheiro) visa mostrar que as crenças sobre probabilidades devem ser quantitativas e satisfazer os axiomas de probabilidade padrão. Isto é feito assumindo primeiro que as pessoas com probabilidades subjetivas estariam dispostas a fazer apostas justas com base nessas probabilidades. Em seguida, mostra-se que, se essas probabilidades subjetivas não satisfizerem os axiomas de probabilidade, podemos criar um “livro holandês” – uma coleção de apostas que garantiria perdas seguras para o detentor dessas crenças “incoerentes”, independentemente do resultado do evento aleatório.  Os subjetivistas argumentam que a existência de apostas que garantem perdas é um sinal de irracionalidade, independentemente de se as pessoas realmente fazerem essas apostas ou não.
Em um exemplo, uma casa de apostas ofereceu as seguintes cotações para a próxima corrida. As probabilidades implícitas, ou seja, a probabilidade de cada cavalo vencer, somam um número maior do que 1.
| Número do cavalo | Probabilidades oferecidas | Probabilidade Implicita/Implicada pela aposta | Preço da aposta | Pagamento da casa de apostas se o cavalo vencer |
| ---------------- | ------------------------- | --------------------------------------------- | --------------- | ----------------------------------------------- |
| 1                | Até                       | {\displaystyle {\frac {1}{1+1}}=0.5}          | R$ 100          | Aposta de R$ 100 + R$ 100                       |
| 2                | 3 a 1 contra              | {\displaystyle {\frac {1}{3+1}}=0.25}         | R$ 50           | Aposta de R$ 50 + R$ 150                        |
| 3                | 4 a 1 contra              | {\displaystyle {\frac {1}{4+1}}=0.2}          | R$ 40           | Aposta de R$ 40 + R$ 160                        |
| 4                | 9 a 1 contra              | {\displaystyle {\frac {1}{9+1}}=0.1}          | R$ 20           | Aposta de R$ 20 + R$ 180                        |
|                  |                           | Total: 1,05                                   | Total: R$ 210   | Sempre: R$ 200                                  |

Qualquer que seja o cavalo que ganhe neste exemplo, a casa de apostas pagará R$200 (incluindo a devolução da aposta vencedora) – enquanto o apostador apostou R$210, tendo assim uma perda de R$10 na corrida.
No entanto, se o cavalo 4 fosse retirado e a casa de apostas não ajustasse as outras probabilidades, as probabilidades implícitas somariam 0,95. Nesse caso, um jogador poderia sempre obter um lucro de R$10 apostando R$100, R$50 e R$40 nos três cavalos restantes, respectivamente, não tendo que apostar R$20 no cavalo retirado, que agora não pode ganhar.
Outra possibilidade é um apostador desonesto manipular uma corrida sabotando o favorito. Se o cavalo favorito começar a corrida com probabilidades favoráveis  (cotações inferiores a 1-1), por exemplo, então os cavalos restantes podem ser apostados proporcionalmente às suas probabilidades, de modo a garantir um lucro, independentemente do cavalo que ganhar.
Outras formas de Livros Holandeses podem ser criadas quando probabilidades incoerentes são oferecidas em apostas exóticas, como prever a ordem em que os cavalos terminarão. No jogo competitivo de probabilidades fixas oferecido eletronicamente, os jogadores podem, às vezes, criar um livro holandês selecionando as melhores probabilidades de diferentes casas de apostas, realizando, na verdade, uma operação de arbitragem. As casas de apostas devem reagir ajustando as probabilidades oferecidas à luz da procura, de modo a retirar o lucro potencial.
Na probabilidade bayesiana, Frank P. Ramsey e Bruno de Finetti exigiam que os "graus" pessoais de crença fossem coerentes para que um livro holandês não pudesse ser feito contra eles, qualquer que fosse a forma como as apostas fossem feitas. As condições necessárias e suficientes para isso são que seus graus de crença satisfaçam os axiomas de probabilidade (apenas com aditividade finita).

## Economia
Em economia, o exemplo clássico de uma situação em que um consumidor X pode ser alvo de um "Livro Holandês" é quando este possui preferências intransitivas. Suponha que, para esse consumidor, A seja preferido a B, B seja preferido a C e C seja preferido a A. Agora, suponha que outra pessoa na população, Y, tenha um desses bens. Sem perda de generalidade, suponha que Y tenha o bem A. Então, Y pode primeiro vender A para X por B+ε; depois vender B para X por C+ε; e depois vender C para X por A+ε, onde ε é uma pequena quantia da unidade monetária. Após essa sequência de negociações, X deu 3ε a Y sem receber nada em troca. Esse método é uma forma de exploração financeira, onde Y aproveita-se de X usando uma oportunidade de arbitragem devido às preferências intransitivas de X. Tal técnica se chama bomba de dinheiro, e usa da intransitividade das preferências de um indivíduo para conseguir lucro em cima desse.
Os economistas geralmente argumentam que as pessoas com preferências como as de X terão toda a sua riqueza tirada delas no mercado. Se for esse o caso, não observaremos preferências com intransitividades ou outras características que permitam que as pessoas caiam em um truque envolvendo o "livro holandês". No entanto, se as pessoas forem um tanto sofisticadas quanto às suas intransitividades e/ou se a competição por arbitradores levar o épsilon a zero, preferências não “padrão” ainda poderão ser observáveis.
- Apostas de arbitragem
- Epistemologia bayesiana
- Efeito cobra
- Coerência (estratégia filosófica de jogo)
- Matemática das apostas